# Циклотимички поремећај
Циклотимички поремећај је хронична флуктуација расположења која траје дуже од две године (једне године код деце и адолесцената) са депресивним симптомима и хипоманичним епизодама. Стање је слично биполарном поремећају, при чему су код циклотимије симптоми слабије изражени (доминирају маничне, депресивне и мешане манично-депресивне епизоде). Симптоми нису изазвани психолошким или физиолошким проблемима, већ су последица клинички значајног стреса или немогућности социјалног функционисања. Поремећај је познат и као циклотимија.